# تايلر يوليس
تايلر يوليس (بالإنجليزية: Tyler Ulis)‏ مواليد 5 يناير 1996 في ساوثفيلد، هو لاعب كرة سلة أمريكي. بدأ مسيرته الاحترافية في سنة 2016. تم اختياره من قبل فريق فينيكس صنز خلال الدرافت. يلعب مع فينيكس صنز في الرابطة الوطنية لكرة السلة كلاعب هجوم خلفي. يحمل الرقم 8. يبلغ طوله 5 قدم 10 بوصة (1.8 م).

## إحصائيات المسيرة

### الموسم الاعتيادي
| السنة   | الفريق     | لعب | بدأ | دقيقة | ميداني% | ثلاثية | حرة  | ارتداد | صنع | استلاب | تصدي | نقطة |
| ------- | ---------- | --- | --- | ----- | ------- | ------ | ---- | ------ | --- | ------ | ---- | ---- |
| 2016–17 | فينيكس صنز | 61  | 15  | 18.4  | .421    | .266   | .775 | 1.6    | 3.7 | .8     | .1   | 7.3  |
| المسيرة | المسيرة    | 61  | 15  | 18.4  | .421    | .266   | .775 | 1.6    | 3.7 | .8     | .1   | 7.3  |

## روابط خارجية
- تايلر يوليس على موقع إن بي أي (الإنجليزية)
- تايلر يوليس على موقع سبورتس رفرنس (الإنجليزية)
- تايلر يوليس على موقع كرة السلة الأوروبية.كوم (الإنجليزية)
- تايلر يوليس على موقع DraftExpress.com (الإنجليزية)
- تايلر يوليس على موقع إي إس بي إن.كوم (الإنجليزية)
- تايلر يوليس على موقع كلية كرة السلة في سبورتس رفرنس.كوم (الإنجليزية)
- تايلر يوليس على موقع ريلجم (الإنجليزية)
- تايلر يوليس على موقع بروبوليرز (الإنجليزية)
- تايلر يوليس على موقع سبورتس رفرنس (الإنجليزية)